# Okay Yokuşlu
Okay Yokuşlu, né le 9 mars 1994 à Konak en Turquie, est un footballeur international turc qui évolue au poste de milieu de terrain à Trabzonspor.

## Biographie

### En club
Okay Yokuşlu commence sa carrière avec l'Altay Izmir, équipe évoluant en deuxième division. En 2011, il est transféré à Kayserispor, club avec lequel il découvre la première division. Le club est relégué en deuxième division en 2014. L'équipe remonte immédiatement en première division, en remportant le titre de champion de deuxième division en 2015. Lors de cette saison, Okay inscrit son premier doublé, contre l'équipe de Şanlıurfaspor.
Okay Yokuşlu est transféré à Trabzonspor en juillet 2015. Avec ce club, il fait ses débuts en Ligue Europa. Il inscrit son premier but en Coupe d'Europe le 6 août 2015, contre l'équipe macédonienne du Rabotnički Skopje.

### En équipe nationale
Okay Yokuşlu est sélectionné dans quasiment toutes les équipes de Turquie (cadets, juniors, espoirs...).
Avec la sélection des moins de 20 ans, il participe à la Coupe du monde des moins de 20 ans 2013 organisée dans son pays natal. Lors de la compétition, il inscrit un but contre l'Australie. La Turquie est éliminée au stade des huitièmes de finale par l'équipe de France.
Il dispute dans la foulée le championnat d'Europe des moins de 19 ans 2013 qui se déroule en Lituanie.
En 2014 et 2015, il est le capitaine de la sélection espoirs turque.
En juin 2021, il est retenu dans la liste des 26 joueurs turcs pour disputer l'Euro 2020.
Le 7 juin 2024, il figure dans la liste définitive des 26 joueurs sélectionnés par Vincenzo Montella pour disputer l'Euro 2024.

## Palmarès
- Champion de Turquie de deuxième division en 2015 avec Kayserispor
- Finaliste de la Coupe de Turquie en 2025 avec Trabzonspor